# Leonardo da Vinci (schip, 1960)
De Leonardo da Vinci (Het Kleinemansschip) was een passagiersschip van de rederij Italian Line dat de Andrea Doria verving en alle wereldzeeën bevoer.
Vanaf 1977 werd het ingezet op de lijn Port Everglades—Nassau. Na enige tijd werd het teruggehaald naar La Spezia en te koop aangeboden.
Op 3 juli 1980 brak er brand uit in de scheepskapel. Omdat de brandweer het vuur niet onder controle kreeg werd het schip de haven uitgesleept om daar uit te branden. Het schip kapseisde en brandde nog drie dagen. Het schip werd uiteindelijk geborgen in maart 1980 en gesloopt in 1981.